# Пригородный (Архангельская область)
При́городный — посёлок в Каргопольском районе Архангельской области. Административный центр Павловского сельского поселения.

## География
Посёлок с запада примыкает к городу Каргополь, административному центру района.

### Часовой пояс
Посёлок Пригородный, как и вся Архангельская область, находится в часовой зоне МСК (московское время). Смещение применяемого времени относительно UTC составляет +3:00.
| 2002 | 2010 | 2012 |
| ---- | ---- | ---- |
| 596  | ↘565 | ↘502 |

## Улицы
| - ул. Мелиораторов, - ул. Мира, - ул. Молодёжная, | - ул. Полевая, - ул. Сельская, - ул. Солнечная, | - ул. Труда, - ул. Фёдора Абрамова, - ул. Школьная. |

## Экономика
- ООО «Каргополье» (животноводство).